# Vicente Gil-Franco
Pour les articles homonymes, voir Franco (homonymie).
 (mars 2016).
Si vous disposez d'ouvrages ou d'articles de référence ou si vous connaissez des sites web de qualité traitant du thème abordé ici, merci de compléter l'article en donnant les références utiles à sa vérifiabilité et en les liant à la section « Notes et références ».
Vicente Gil-Franco, né le 25 février 1898 à Barcelone et mort le 6 novembre 1959 à Boulogne-sur-Mer, est un peintre catalan.

## Biographie
Vicente Gil-Franco manifeste tout enfant des dispositions pour le dessin et la peinture qui l'amènent à suivre l'enseignement des beaux arts à Valence puis à Barcelone.
A vingt ans profondément antimilitariste, il quitte l'Espagne, franchit la frontière à la faveur des vendanges, pour gagner Paris puis le nord de la France. Il séjourne à Lille où il perfectionne sa technique de la sculpture. Il fait à cette époque la connaissance du Dr Vrasse.
En 1926, ce dernier l'invite à Boulogne-sur-Mer. Il y reste trois mois puis s'installe à Equihen où il prend un atelier. Il y peindra de nombreux paysages et des scènes de la vie des pêcheurs.
En 1936, il retourne en Espagne pour se mettre au service de la République espagnole. Commissaire à l'Éducation Nationale, il va intégrer l'action de propagande républicaine et réaliser notamment une série de cartes postales dont la vente était destinée à aider les combattants sur le front. Dans cette période il exécute un certain nombre de toiles, de dessins et de gravures postmodernistes où il exprime son horreur de la guerre. Les œuvres de cette période sont animées d'une fougue et d'une passion imprégnées des œuvres de Goya et des muralistes mexicains.
Il exposera aux côtés du Guernica de Picasso au pavillon espagnol de l'Exposition Internationale des Arts et Techniques à Paris en 1937 ainsi qu'à la « Sala de Exposiciones de las Juventudes Libertarias » à Barcelone sous l'énoncé de « Exposicion de Arte Revolucionario de Gil-Franco », le Musée national d'art de Catalogne conserve dans ses collections des œuvres exposées lors de ces deux expositions.
Chassé d'Espagne en 1938 par la répression franquiste, il s'installe à Pont-de-Briques, dans le Nord-Pas-de-Calais. La plupart de ses œuvres réalisées en Espagne seront détruites lors du bombardement de la région en mai 1940. Les quelques œuvres de cette époque sur le marché,   font partie des rares rescapées de cette période. 
Comme son compatriote Picasso, il est inquiété par la police de l'occupant pour sa participation  à la lutte républicaine contre le franquisme, c'est pour cette raison que harassé par les bombardements et les humiliations de la Gestapo  , il part en 1943 s'installer avec son épouse dans la région de Rodez, à Clairvaux où naîtra l'aînée de ses enfants, Catherine. 
De 1944 à 1947, Gil-Franco demeurera à Franconville à l'invitation de l'artiste lyrique Roger Bourdin. Il travaillera peu durant cette période hormis une série de bois gravés sur l'horreur des camps de concentration, dont le Musée d'Art moderne de la ville de Paris fera l'acquisition des années plus tard.
Autour de 1945 c'est sa période cubiste(Catherine Gil franco, fille et ayant droit de l'artiste)
Il s'agit d'un cubisme synthétique alliant des belles couleurs pastel et la recherche du mouvement, sans doute en référence à ses fréquentations passées mais aussi à la libération psychologique  de la fin de la guerre.
Ces œuvres cubistes, aussi bien picturales que sculpturales sont rares.
Il retourne à Boulogne-sur-Mer en 1947 et réalise une première exposition dans sa galerie personnelle, qui remporte un franc succès[réf. nécessaire]. ce qui l'amène à faire les fresques du bar du Coliséum, l'un des cinémas de la ville. Dès lors, il travaillera avec acharnement jusqu'en 1958 à dépeindre tant par la peinture, la gravure, les bas-reliefs et une importante production de céramique, le quotidien des gens de la mer du Nord-Pas-de-Calais, (Expositions à Lille, Gand, participation à la Biennale de Menton, au Salon de l'Art Libre).
Vicente Gil-Franco s’éteint à Boulogne-sur-Mer le 6 novembre 1959 ; en hommage à son travail, la ville dédiera quelques années plus tard une place à son nom.
Ses œuvres figurent dans les collections de plusieurs musées : 
-du MNAC de Barcelone, 
-du musée d'Art Moderne de la ville de Paris, 
-du musée de Boulogne-sur-Mer, 
-du Musée de la céramique de Desvres
-et dans de nombreuses collections privées en Europe.

## Hommage
Une place porte son nom dans la commune d'Équihen.

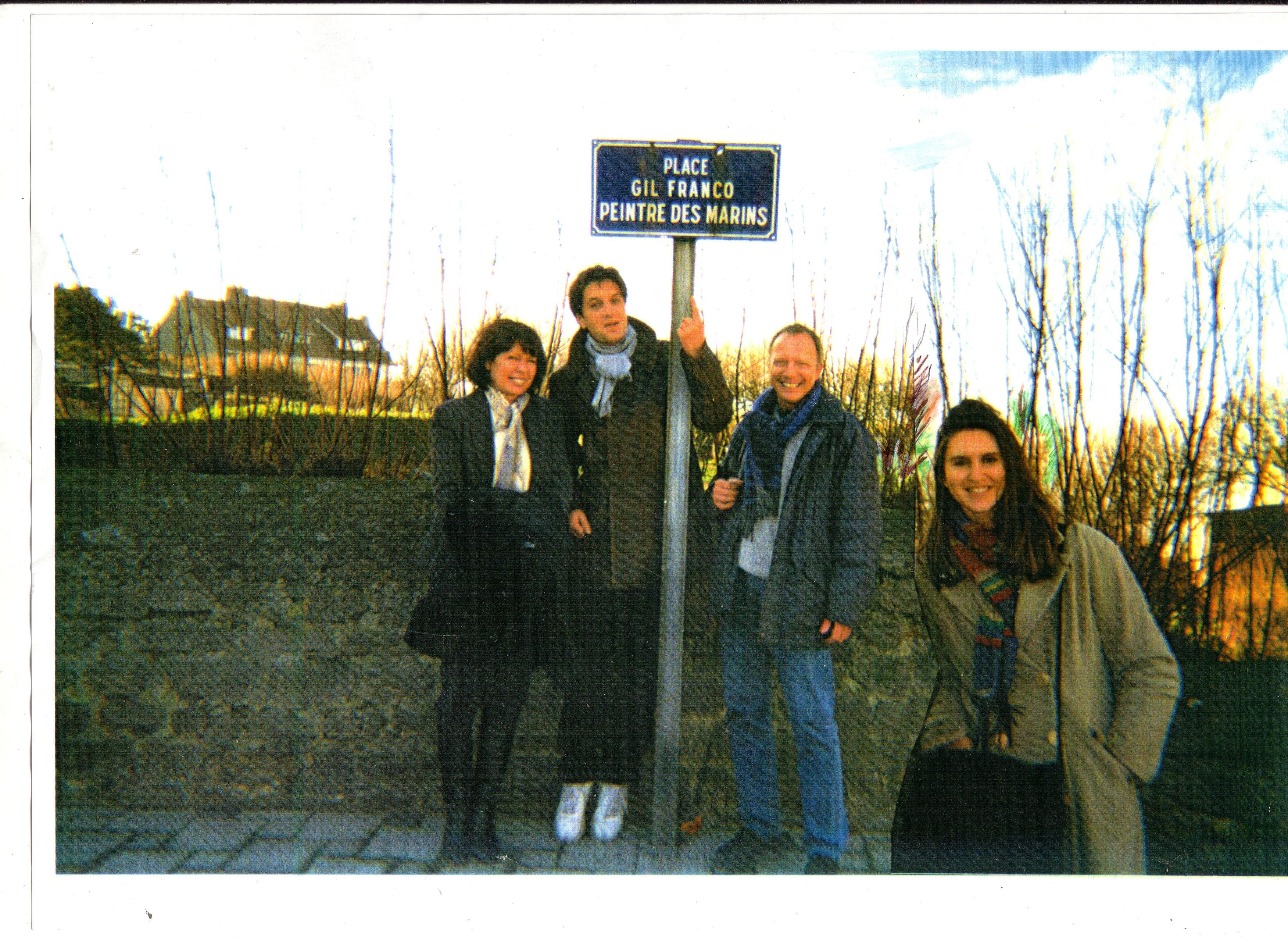
Place Gil Franco à Équihen.